# Gärtnerei (Oranienbaum)

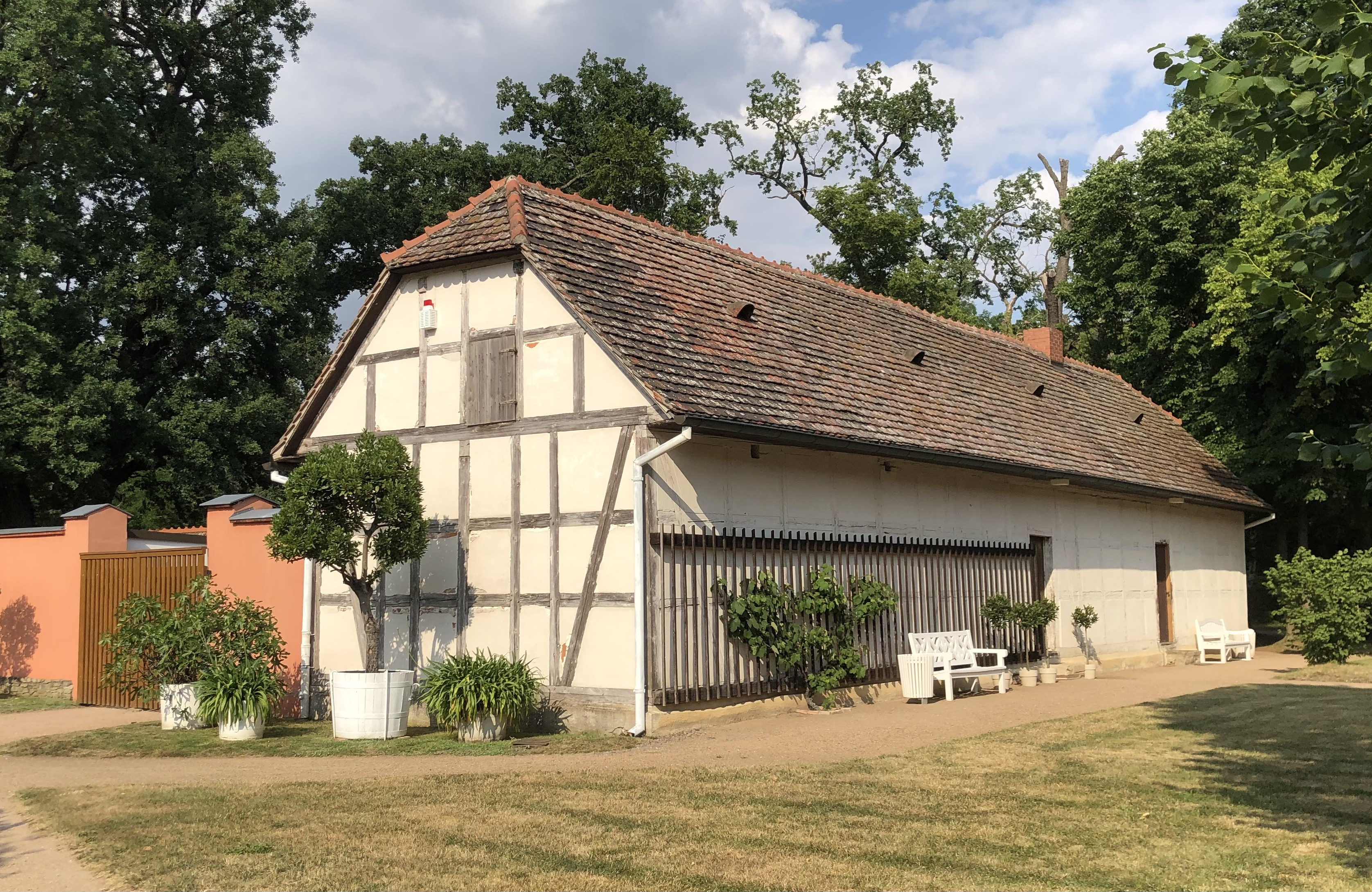
Gärtnerei in Oranienbaum im Jahr 2022

Die Gärtnerei ist eine denkmalgeschützte Gärtnerei in Oranienbaum-Wörlitz in Sachsen-Anhalt.

## Lage
Die Gärtnerei befindet sich im Schlosspark Oranienbaum im Ortsteil Oranienbaum. Südlich der Gärtnerei erstreckt sich die Orangerie Schloss Oranienbaum. Nordwestlich steht der Umtopfturm. Die Gärtnerei gehört als Teilobjekt zum Baudenkmal Schloss Oranienbaum.

## Architektur und Geschichte
Die Gärtnerei des Schlosses entstand in der Zeit um 1790 als langgestrecktes Fachwerkhaus. Bedeckt ist der Bau von einem Krüppelwalmdach. Die Dachtraufe ragt dabei deutlich vor. Das Gebäude dient als Aufbewahrungsort von Gartengerätschaften. Möglicherweise war in der Anfangszeit im Haus auch Personal für die Gartenarbeit untergebracht.
Im örtlichen Denkmalverzeichnis ist die Gärtnerei unter der Erfassungsnummer 094 40414 014 als Teilobjekt eines Baudenkmals eingetragen.